# アーティストボックス
有限会社アーティストボックス（英文社名；Artist Box Co., Ltd.）は、東京都渋谷区に本社を置く日本の芸能プロダクション。

## 沿革
- 2005年6月 - 東京都渋谷区神宮前6-23-11 J-SIXビル4Fに設立[1]。
- 2008年12月 - 事務所を同ビル9Fに移転[2]。

## 所属タレント
2023年2月18日閲覧時点

### タレント
- 桜井未来
- 安島菜々
- もなかこゆ
- 今井暖香
- 八木みなみ
- 中里圭介
- 森尾裕子
- 黒石えりか
- 香月まゆか
- 小橋正佳
- 鈴木梨亜
- 穂村有希
- 濱屋拓斗
- 日野龍一

### ライバー
- AGE
- おいやん
- 吉沢
- NAOTO
- るーtube
- こーだい
- 内海錬人
- まろち
- さとう めう
- リル
- けい。

## かつて所属していた主なタレント
- 和泉由希子[3]
- 小倉義人（文化人）
- 尾崎ナナ
- 鎌田奈津美[4]
- 河西りえ
- 佐藤涼平
- 芝田翔生子[5]
- 清水楓
- 高木梓[6]（移籍後：高木あずさ[7]）
- 高沢里奈
- 谷麻紗美[8]
- 戸瀨恭子（文化人）
- 永瀬麻帆[9]
- 西田あい
- 平塚奈菜
- 松島史奈
- 水上珠里[10]（移籍後：郷美寿梨[11]）
- 森はるか
- 森本亮治（業務提携）
- 矢口空
- ユイガドクソン（アイドルグループ）
  - 木戸優歩
  - 床爪さくら
  - 宮城乃奈美